# Hemaglutinación indirecta
La hemaglutinación indirecta es una técnica de diagnóstico clínico de laboratorio in vitro que emplea hematíes o eritrocitos (de origen humano o animal) como partículas marcadoras. Consiste, como en toda técnica de aglutinación indirecta, en provocar la aglutinación de partículas artificialmente recubiertas con antígenos (proceso llamado "sensibilización") mediante la reacción de los anticuerpos presentes en la muestra de estudio (generalmente suero sanguíneo) con dichos antígenos frente a los que son específicos. Por lo tanto, se basa, como toda técnica inmunológica, en la demostración de la reacción antígeno-anticuerpo.
Existe una variante, llamada hemaglutinación indirecta inversa, en la que son los anticuerpos los que se fijan a las partículas marcadoras (los hematíes), siendo esta vez detectados los antígenos solubles presentes en la muestra.
En ambos casos, los hematíes marcadores actúan como portadores pasivos de los antígenos o anticuerpos fijados. Otras posibilidades son la utilización de partículas inertes (cómo el látex) u otras células como marcadores. Se diferencia fundamentalmente de la hemaglutinación directa (la cual es empleada, por ejemplo, en la determinación de grupos sanguíneos), en que los hematíes-marcadores han sido sensibilizados o unidos de forma artificial al antígeno o anticuerpo. Se usa, por ejemplo en la VDRL (Veneral Dysease Research Laboratory)